# Famille de Beaufort (Savoie)
Pour les articles homonymes, voir Famille de Beaufort.
La famille de Beaufort est une famille noble originaire du Beaufortain, attestée au début du XIIIe siècle et éteinte au XVIIe siècle. Famille vassale des Faucigny, puis des archevêques-comte de Tarentaise et enfin de la maison de Savoie, ses  membres ont porté notamment le titres de vicomtes de Tarentaise (1346), barons de Montailleur, de Salagine et du Bois.

## Histoire

### Origines légendaires ou sans preuves
Selon Amédée de Foras « malgré l'illustration de cette famille et le nombre de ses branches (...) aucun [généalogiste] à débrouiller le cahos de sa filiation ». Les Bollandistes reprennent une légende selon laquelle les Beaufort seraient issus de la même souche que les Menthon, faisant reposer cette affirmation sur une Vie se Saint Bernard de Menthon, rédigée par un Richard de la Valdisère,. De Foras rappelle que sans preuve « il vaut mieux suivre les probabilités » et penser que ce personnage, Bernard de Menthon, ne soit qu'un « parrain et parent paternel ».
Au Xe siècle, on voit apparaître les premiers seigneurs de Beaufort avec la mention d'un Bernard de Beaufort (vers 923), qui auraient érigé leur château afin de combattre les Sarrasins et les aurait chassé, vers 942, notamment par l'intercession de la Vierge. Un de ses descendant dresse, au sommet de la colline, une enceinte de bois et de pierre avec une tour carrée, qui donnera place à des remparts flanqués de sept tours à l'origine du château de Beaufort.

### Possessions
Au XIIIe siècle, les seigneurs de Beaufort tiennent en fief la majeure partie de la vallée d'Hauteluce (Beaufortain), correspondant à la rive droite du Doron de Beaufort, « jusqu'au Nant Bertin et sur la rive gauche le territoire qui allait du torrent au sommet du mont Mirantin, entre l'Argentine et le Nant Bruyant ». Leur château permet de contrôler les routes de Saint-Maxime et d'Hauteluce.
À l'extrémité occidentale de la vallée, permettant de rejoindre notamment la combe de Savoie, les « territoires correspondant aux paroisses de Queige et de Césarches » relèvent de la famille de Cornillon.
Les seigneurs de Beaufort sont normalement les vassaux de l'archevêque de Tarentaise, toutefois il n'existe pas de sources dans lesquelles ils auraient rendu hommage. Le premier acte de reconnaissance ne remonte qu'à l'année 1222.

### Premier seigneur
Au début du XIIIe siècle, un Guillaume/Vullielme de Beaufort est mentionné à plusieurs occasions comme témoin dans des actes du comte de Savoie Thomas Ier. Il semble aussi un proche de son fils, le futur comte Amédée V. Il est par ailleurs considéré comme un vassal du seigneur Aimon de Faucigny.
Un conflit l'oppose aux seigneurs de Cornillon. Une paix est signée sous les auspices du seigneur de Faucigny et de l'archevêque Bernard de Chignin, le 18 février 1221. Il est mentionné comme témoin pour le seigneur de Faucigny en 1225 et 1236.
Des tensions opposent le seigneur Guillaume de Beaufort à l'archevêque de Tarentaise, Herluin de Chignin,,. Le 7 février 1225, une transaction est faite entre le seigneur de Beaufort et l'archevêque, le premier devant reconnaître que l'« archevêque possédait en domaine direct le territoire compris, comme on l'a dit plus haut, entre le Doron, l'Argentine et le bois des Avesnières », mais obtient la suzeraineté sur certaines familles d'Hauteluce. L'abbé Joseph Garin indique qu'à cette occasion Guillaume de Beaufort se reconnaît également vassal de l'archevêque.
En 1242, il se fait reconnaître bourgeois de Saint-Maxime. Au cours de cette année, avec l'autorisation du de Faucigny, mais aussi du comte de Savoie, il fonde un marché dans le bourg. Cette création est à l'origine de tensions entre le seigneur et l'archevêque, en 1244. Les droits seront partagés entre les seigneurs de Beaufort et l'archevêque de Tarentaise.
À la mort de Guillaume de Beaufort, ses biens sont partagés entre la branche aînée et la branche cadette, dites des Outards (de Altaribus). Si Charvin donne pour année de sa mort 1244, Foras indique qu'il est encore vivant lors d'une transaction de l'année 1247. Un accord à l'amiable est réalisé « avec ses neveux, à propos de leurs possessions féodales récirpoques situées à Luce, Arèche, Hauteluce, Montvalesan et Tamié. » Ses deux fils, Guillaume/Vullielme et Pierre, sont présents lors de l'accord.

### Du Beaufortain à la Tarentaise
En mars 1271, Guillaume III de Beaufort, ne pouvant rembourser une dette contractée auprès du comte Pierre II de Savoie, vend une partie du château ainsi qu'une partie du fief attaché à la Grande Dauphine, Béatrice de Faucigny, pour la somme de 1 525 livres viennoises,. En effet, les seigneurs de Beaufort ne pouvant subvenir aux dépenses de leur rang, contractent un emprunt en 1261 auprès du seigneur de Faucigny, Pierre Savoie, estimé à 1 500 livres, mettant ainsi en hypothèque leur château,,. La seconde partie reste à son frère, Pierre, qui garde ses prérogatives de seigneurs. Deux ans plus tard, le 3 février a lieu un nouveau partage entre la Grande Dauphine et le second seigneur de Beaufort à propos de la « poypia du château, de ses courtines et de ses autres édifices ». Béatrice de Faucigny obtient la tour et Pierre de Beaufort garde le « plain-château ». La Dame de Faucigny achète par ailleurs la seigneurie des Outards à la branche cadette. Elle acquiert ensuite la juridiction sur d'Hauteluce en 1274.
Le 7 janvier 1304, Jacquemet de Beaufort prête serment au nouveau baron de Faucigny.
Le 10 mai 1310, Pierre de Beaufort cède au baron Hugues Dauphin ses droits sur la châtellenie. Quelques jours plus tard, le 29 mai, Jacquemet de Beaufort, en échange de la moitié de son mandement et du château des Outards, siège de la seigneurie,, est « investi par le comte de la Val d'Isère et de la dignité de « vicomte de Tarentaise au-dessus du Saix ». »
La principale branche s'installe alors au château de Séez, centre de la seigneurie de la Val d'Isère,,. Les seigneurs de Beaufort rachètent le titre de « vicomte de Tarentaise » au comte Amédée V de Savoie, pour 2 000 florins, en 1346. Le titre passera à la famille de Mareschal en 1540, lors de la disparition du dernier héritier des Beaufort.

### Différents rameaux
Noble Jean de Beaufort (fin du XIVe siècle), chevalier et seigneur d'Héry, a plusieurs enfants dont Aymon qui lui succède (1389) et qui teste en 1404 ; Pierre (mort avant 1466), chevalier et seigneur du Bois, et Jean, chevalier et futur chancelier de Savoie.
Jean de Beaufort apparait dans des actes de 1386-1387. Il est docteur en ès-droit. Avant 1419, il est juge de Maurienne et Tarentaise, pour le comte de Savoie. En 1418, il est nommé grand-chancelier de Savoie, charge qu'il occupe jusqu'en 1424,. Il est l'un des rédacteurs des Statuts de Savoie.
Pierre a plusieurs enfants dont Claude, docteur ès-droit et qui sera à l'origine de la branche des seigneurs de Villard-Chabod ; Louis [I], auteur de la branche des seigneurs d'Héry, coseigneurs de Cornillon et Marthod, barons de Montailleur ; Jean, prieur de Bellevaux ; Pierre, dont les descendants seront auteurs de la branche des seigneurs de Salagine. Pierre est l'héritier de la moitié des biens de son frère, Jean.

### Implantation en Genevois
La famille s'implante en dehors du Beaufortain et de la Tarentaise se « se [rapprochant] de plus en plus d'Annecy, en achetant ou acquérant successivement terres et maisons à Ugines, fiefs à Héry et à Faverges, maison-forte à Marlens, puis Villard-Chabod sur Saint-Jorioz et Salagine, près Rumilly-l'Albanais. »

Claude de Beaufort, fils de Pierre, épouse Bartholomée des Asiniers (Asinari), une famille de banquiers originaires de l'Italie. Il épouse en secondes noces Marguerite de Crescherel.
Claude de Beaufort, ainsi que ses codiviseurs — ses frères nobles Louis, Pierre et François, ainsi que ses parents, nobles, Antoine et Nicod, aussi frères —, effectuent le 22 décembre 1454 les premières démarches pour obtenir, par indivis droits sur le château de Villard-Chabod, située à Saint-Jorioz, sur la rive ouest du lac d'Annecy. L'acquisition est définitive en 1457,.

### Disparition des branches
Le 22 avril 1622, Marie, fille d'Antoine de Beaufort, apporte en dot à son époux, Guillaume du Coudrey de Blancheville, président au Sénat de Savoie, la seigneurie d'Héry ainsi que les coseigneuries de Cornillon et de Marthod. La même année, François de Longecombe, seigneur de Thuey et de Pezieu (Peysieu en Bugey), épouse Jeanne-Aimée de Beaufort, fille et héritière de Jean de Beaufort,.

## Héraldique
| Famille des Beaufort | Les armes de la famille de Beaufort se blasonnent ainsi : "De gueules au lion d'argent",. Amédée de Foras mentionne que selon Joseph-Antoine Besson le lion est armé et lampassé d'azur. |

## Branches
Amédée de Foras distingue plusieurs branches :
- Vicomtes de Tarentaise, seigneurs de La-Val-d'Isère.
- Seigneurs d'Héry[29], Cornillon, Marthod et barons de Montailleur.
- branche de Villard-Chabod/Chabot/Villarchabod (Saint-Jorioz).
- branche de Salagine et du Bois.

## Titres
Liste non exhaustive des titres que portent, suivant les périodes, la famille de Beaufort :
- seigneurs de Beaufort, de Césarches[36], de la Valdisère, de Villarchabod, d'Héry (dès le XIVe siècle)[29], Gemilly (1553-1555)[37] ;
- Vicomtes de Tarentaise (1346) ;
- Barons de Montailleur, de Salagine (1421) et du Bois (1568)[38] ;
- Coseigneurs de Cornillon, de Marthod et de la Vallée de Bozel ;

## Possessions
Liste par ordre alphabétique et non exhaustive des possessions tenues en fief ou en nom propre de la famille de Beaufort :
- Château de Beaufort (Xe siècle-1271) ;
- château des Outards (1297-1310) ;
- château de La Sallaz (1424-) ;
- château de Séez (1310-1540) ;
- maison forte du Bois, Le Bois (XVe siècle-fin XVIe siècle)[25],[38] ;
- château de Salagine, à Bloye (début XVe siècle-début XVIIe siècle)[30].
- château de Villard-Chabod, à Saint-Jorioz (1454-1620/26)[39],[40] ;

## Offices
Pierre de Beaufort a été bailli du Pays de Vaud pour la période de 1514 à 1526, suivi par Antoine de Beaufort.
Des membres de la famille ont été châtelains de, :
- Beaufort (v.1334, 1417-1433, 1445-1448, 1451-1455) ;
- Briançon et Salins dite de Tarentaise (1440-1445) ;
- Cessens et Gresy (1437-1466) ;
- Chambéry (1442-1443) ;
- Châtelard (1436-1437) ;
- Châtillon-sur-Cluses (1465-1483) ;
- Entre-deux-Guiers (1357-1392) ;
- Tournon (1357-1392) ;
- La Val des Clets (1455-1465).

## Personnalités
Laïcs
- Jean de Beaufort, grand-chancelier (1418-1424)[25],[26].
- offices de scribanie, pour les descendants de Jean de Beaufort[25].

Religieux
- trois abbés de Tamié (1156-1163, 1358-1380, 1537-1584)[44],[45].
- Prieur de Bellevaux[25].